# 궁수자리 이오타
궁수자리 이오타(ι Sgr)는 궁수자리 방향에 있는 항성이다. 겉보기등급은 +4.118로 맨눈으로 충분히 볼 수 있는 밝기이다. 지구에서 봤을 때의 시차는 약 17.94 밀리초각으로 이로부터 이 별까지의 거리는 182 광년 임을 알 수 있다. 궁수자리 이오타는 현재 지구로부터 초속 35.8 킬로미터 속도로 멀어지고 있다.
히파르코스 미션이 수집한 고유 운동 데이터에 기초했을 때 이오타는 측성쌍성이 유력하다. 눈에 보이는 구성원의 스펙트럼은 분광형상 K0 II~III으로 K형 거성 또는 밝은 거성인데, 이는 주계열을 이탈하여 진화한 상태이다. 주연감광을 고려하여 보정한 이 별의 각지름은 2.32±0.02 밀리초각이다. 이 별까지의 거리로부터 이오타의 물리적 반지름은 태양의 약 14배로 나온다. 질량은 태양의 1.4배이며 광구의 유효온도는 약 4594 켈빈으로 태양 광도의 87배에 해당하는 에너지를 복사하고 있다.